# Municipio Tuxtla Chico
Koordinaten: 14° 56′ N, 92° 10′ W
Tuxtla Chico ist ein Municipio im mexikanischen Bundesstaat Chiapas. Das Municipio hat etwa 37.000 Einwohner und ist 161,9 km² groß. Verwaltungssitz und größter Ort des Municipios ist das gleichnamige Tuxtla Chico.
Der Name Tuxtla kommt aus dem Nahuatl und bedeutet „Platz der Kaninchen“.
Im Municipio liegt die archäologische Stätte von Izapa.

## Geographie
Das Municipio Tuxtla Chico liegt im Süden des mexikanischen Bundesstaats Chiapas in der Region Soconusco auf Höhen unter 500 m. Es zählt zur Gänze zur physiographischen Provinz der Cordillera Centroamericana und liegt vollständig in der hydrologischen Region Costa de Chiapas. Die Geologie des Municipios wird zu 48 % von Konglomeratgestein bestimmt bei 39 % Alluvionen und 13 % Tuff; vorherrschende Bodentypen sind der Luvisol (53 %) und Cambisol (45 %). Etwa 62 % werden ackerbaulich genutzt, 35 % dienen als Weideland.
Das Municipio Tuxtla Chico grenzt an die Municipios Cacahoatán, Tapachula, Frontera Hidalgo und Metapa sowie an die Republik Guatemala.

## Bevölkerung
Beim Zensus 2010 wurden im Municipio 37.737 Menschen in 8.921 Wohneinheiten gezählt. Davon wurden 87 Personen als Sprecher einer indigenen Sprache registriert, darunter 31 Sprecher des Mam. 15,5 Prozent der Bevölkerung waren Analphabeten. 13.626 Einwohner wurden als Erwerbspersonen registriert, wovon 74 % Männer bzw. 3 % arbeitslos waren. Knapp 18 % der Bevölkerung lebten in extremer Armut.

## Orte
Das Municipio Tuxtla Chico umfasst 57 bewohnte localidades, von denen lediglich der Hauptort vom INEGI als urban klassifiziert ist. Zwölf Orte wiesen beim Zensus 2010 eine Einwohnerzahl von über 1000 auf, 23 Orte hatten weniger als 100 Einwohner. Die größten Orte sind:
| Ort                            | Einwohner |
| Tuxtla Chico                   | 7026      |
| 2da. Sección de Medio Monte    | 4182      |
| 1ra. Sección de Medio Monte    | 2680      |
| 2da. Sección de Izapa          | 2312      |
| Manuel Lazos                   | 1826      |
| El Sacrificio                  | 1483      |
| 1ra. Sección de Izapa          | 1329      |
| Talismán                       | 1311      |
| Guadalupe Victoria             | 1251      |
| 1ra. Sección de Guillén Centro | 1168      |
| Omoha                          | 1131      |
| Silvano Gatica                 | 0988      |